# Borsa di Bologna

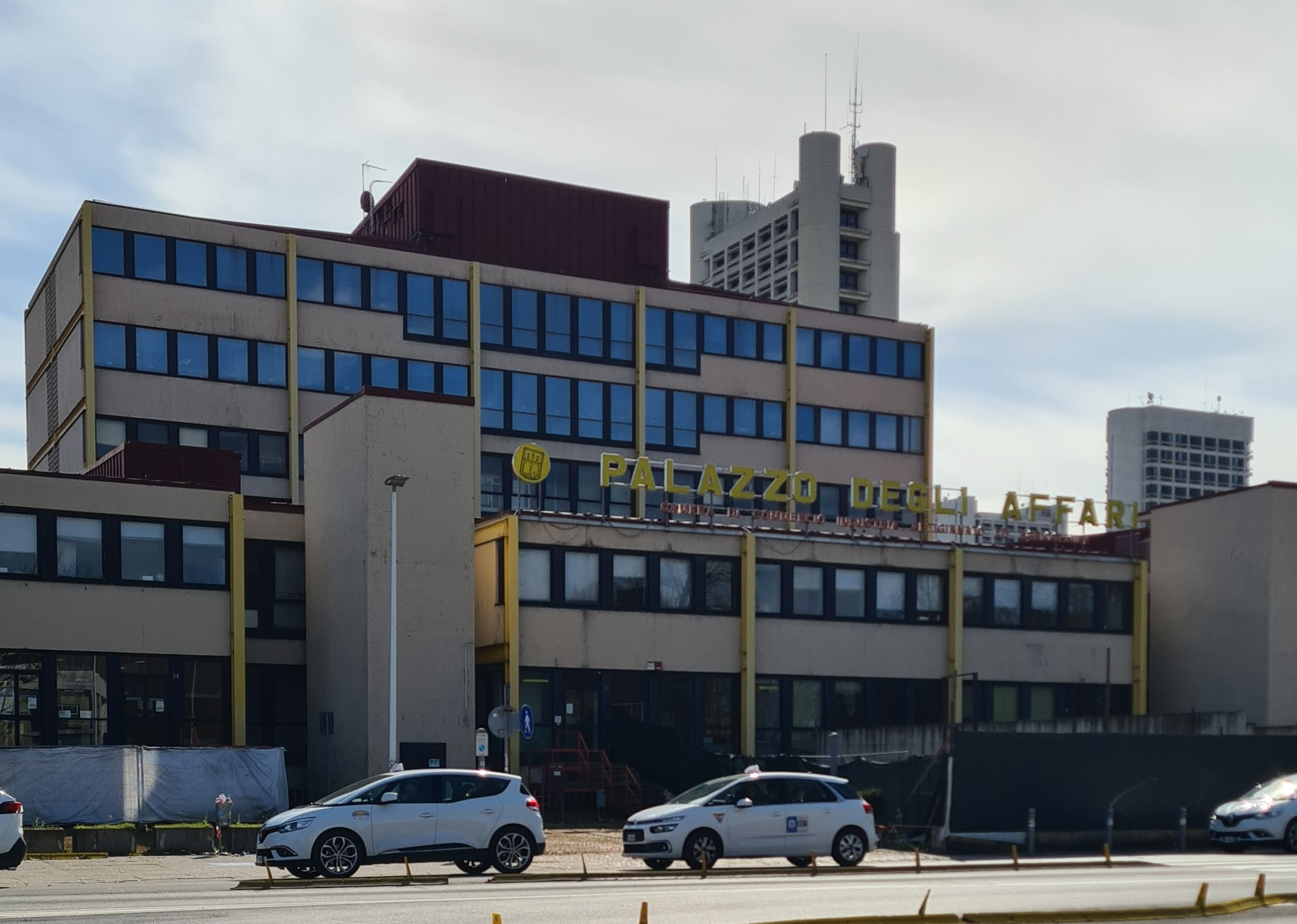
Il Palazzo degli Affari e della Borsa

La Borsa valori di Bologna è stata una delle dieci borse valori italiane attive fino al 1997, quando vennero unificate nella Borsa Italiana.

## Storia
La Borsa di Bologna venne aperta subito dopo l'Unità d'Italia, nel 1861. Dal 1886 ebbe sede in quello che era stato l'orto botanico di Ulisse Aldrovandi nel palazzo comunale: il chiostro fu ricoperto da un lucernario di ghisa e vetro e divenne la Sala Borsa.
Nello stesso edificio aveva sede anche la borsa merci, ma il confronto fra le due istituzioni era impietoso: infatti la borsa merci di Bologna era una delle più importanti e vivaci d'Italia per il commercio dei prodotti agricoli, mentre la borsa valori aveva un'operatività scarsa.
Quest'ultima subiva inoltre la concorrenza di altre borse valori vicine, quella di Ancona e quella di Ferrara.
A causa dell'esiguità delle contrattazioni la borsa bolognese fu chiusa nel 1909 per poi essere tuttavia riaperta nella stessa sede, ristrutturata e ampliata, nel 1926.
Nel 1973 fu trasferita, insieme alla borsa merci, nel nuovo Palazzo degli Affari progettato da Leonardo Benevolo e Carlo Melograni situato nel nuovo polo fieristico di Bologna.
La Borsa di Bologna, come le altre borse cittadine italiane, fu chiusa nel 1997, quando il cosiddetto "decreto EuroSIM" (D. Lgs. 23 luglio 1996, n. 415) ne determinò la fusione nell'unica Borsa Italiana.